# Sistema económico
Un sistema económico es un conjunto de instituciones, criterios y marco de relaciones (jurídicas, técnicas, etc.) que permiten la organización económica de una sociedad y el desarrollo de la misma. Por ejemplo, el sistema económico determina si existe o no la propiedad privada, quién es el propietario de las máquinas, qué bienes se pueden comprar en los mercado, y cuál es la regulación económica vigente, que bienes tienen impuestos. 

## Elementos del sistema económico

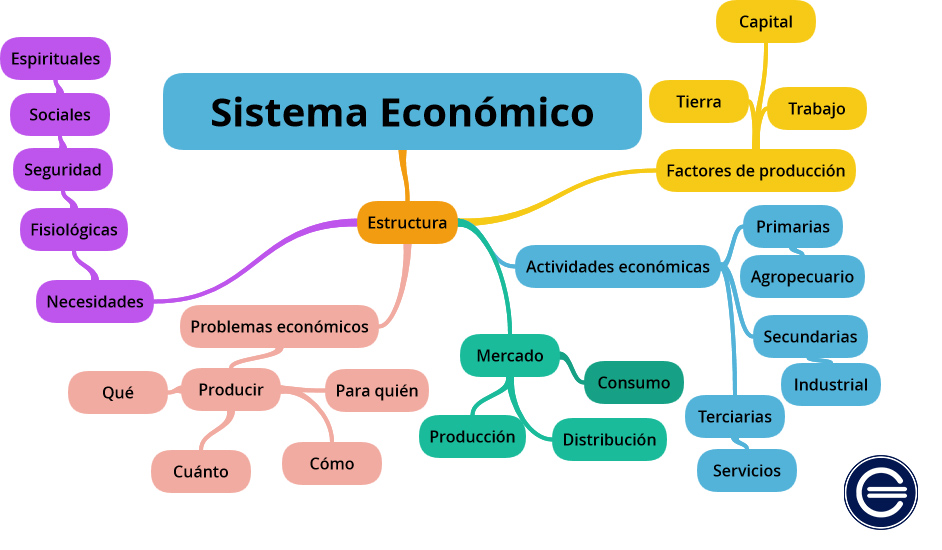
Factores del sistema económico

Para que un sistema económico funcione de manera adecuada se necesita de diferentes elementos como lo son:
- Las necesidades, los bienes y los servicios
- Actividades económicas.
- Los factores productivos:
  - Tierra
  - Trabajo
  - Capital
  - Organización
- Agentes económicos:
  - Empresas
  - Familias
  - Estado
- Los sectores económicos:
  - Agropecuario
  - Industrial
  - De servicios

## Las necesidades
Es la sensación de carencia de algo, unida al deseo de satisfacerla. Son los deseos que siente el hombre con el fin de satisfacción. Existen muchas necesidades por lo que es necesario establecer una prioridad de las mismas ya que no se pueden satisfacer todas. Existen diferentes tipos de necesidades, y pueden ser según distintos criterios:

### Según de quién surgen

#### Del individuo
Naturales (por ejemplo, comer) y sociales (por ejemplo, vivir en sociedad).

#### De la sociedad
Colectivas (por ejemplo, transporte) y públicas (por ejemplo, el orden público).

### Según su naturaleza

#### Vitales o primarias
De ellas depende la conservación de la vida (por ejemplo, los alimentos).

#### Civilizadas o secundarias
Son las que tienden a aumentar el bienestar del individuo y varían de una época a otra según el medio cultural, económico y social en que e desenvuelven los individuos (por ejemplo, el turismo).

### De la sociedad

#### Colectivas
Parten del individuo y pasan a ser de la sociedad.

#### Públicas
Surgen de la sociedad.

#### Civilizadas o secundarias
Son aquellas que mantienen el bienestar y la armonía de una persona, la cual varía de una época a otra según el medio cultural, económico y social.

### Características
Son muchas y diversas, y no las podemos satisfacer por completo, un ejemplo es, el avance tecnológico.
Limitadas en su capacidad
Son saciables. Si aumentamos la cantidad de un bien para satisfacer una necesidad, esta disminuye y luego desaparece.
Concurrentes: sustituibles, el consumidor puede elegir teniendo en cuenta la calidad, el precio y la marca.
Complementarios: se satisfacen con más de un bien, como el tenis, raqueta y pelota.
Recurrentes: necesidades que tienden a repetirse (por ejemplo, alimentarse, vestirse).

## Bienes
Son todos aquellos objetos (materiales e inmateriales), destinados a satisfacer directa o indirectamente las necesidades humanas.
Los bienes se pueden clasificar según los diferentes criterios:

### Según su carácter

#### Libres
Ilimitados en cantidad o muy abundantes, no son propiedad de nadie pues están hechos para satisfacer a todo el mundo. Un ejemplo es el aire.

#### Económicos
Son escasos en cantidad, útiles y transferibles y son apropiables. De su estudio se ocupa la economía.

### Según su naturaleza

#### De capital
Son utilizados en la producción de otros bienes y no directamente para satisfacer las necesidades humanas.

#### De consumo
Satisfacen directamente las necesidades humanas, pueden ser duraderas (uso prolongado) y no duraderas (como los alimentos).

#### Duraderos
Permiten un uso prolongado.

#### No duraderos
Se ven afectados directamente por el tiempo.

### Según su consumo

#### Privado
Para uso de un solo individuo. Ejemplo, ropa, comida, automóviles, etc.

#### Públicos o colectivos
Su consumo se realiza simultáneamente por varias personas. Un ejemplo son los parques, escuelas, playas, etc.

### Según su función

#### Intermedios
Son bienes que son utilizados en la producción y están parcialmente terminados, como es la tela, el hilo, etc. y deben ser transformados nuevamente. Por ejemplo: el acero.

#### Finales
Son los que ya pueden consumirse. Por ejemplo: un automóvil.

## Servicios
Los servicios son aquellas actividades que, sin crear objetos materiales, satisfacen las necesidades de manera directa o indirectamente y son parte del sector económico terciario, que es donde se brindan diferentes servicios como: educación, banca, seguros, salud, comunicaciones, transporte y seguridad, entre otros.

## Los cinco problemas centrales de toda economía
Tradicionalmente se propuso que un sistema económico debía afrontar cinco problemas centrales:
1. ¿Qué bienes producir y cuánto de cada uno de ellos?
2. ¿Cómo producir?
3. ¿Para quién producir?
4. ¿Cómo lograr estabilidad económica?
5. ¿Cómo lograr crecimiento económico?

Bajo ciertos supuestos teóricos simplificados se supone que en una economía capitalista pura, la respuesta a la primera pregunta viene dada por el formalismo de las curvas de demanda y oferta. Sin embargo, en las economías reales existen muchos bienes para los que es discutible que su producción y distribución venga dada exclusivamente por mecanismos de oferta y demanda. En los sistemas de economía planificada, qué producir y cuánto producir, pueden depender de convenciones sociales o decisiones políticas estratégicas.
La respuesta a la pregunta (2) depende en gran medida de la tecnología disponible y la estructura de propiedad existente en una determinada sociedad. La respuesta a (3) es que en una economía capitalista pura, se producen bienes para consumidores cuyos gustos y restricciones presupuestarias les permitan acceder a ciertos bienes, mientras que una economía real mixta, existen factores políticos y sociales adicionales además de los puramente mercantiles.
Los últimos dos problemas (4) y (5) son sin duda los que revisten un mayor interés teórico en la actualidad, y los más difíciles de responder. Existen diversas propuestas teóricas para explicar la ocurrencia de crisis económicas y en consecuencia conjuntos de políticas generales que pretenden evitar algunos de los problemas que producen inestabilidad. Respecto a los modelos de crecimiento, parece que ni los modelos clásicos de Solow ni el de Ramsey-Cass-Koopmans, el primero muy basado en la acumulación de capital, y el segundo en las decisiones de gasto a lo largo de la vida de las familias, pueden explicar más que una parte pequeña de las diferencias internacionales entre diferentes países o la serie histórica para la mayor parte de países. Por esa razón, se siguen proponiendo modelos de crecimiento que incorporan nuevos factores con el objetivo de dar cuenta de los datos empíricos.

## Actividades económicas
La actividad económica puede resumirse en tres partes: Producción, distribución y consumo. Estas etapas son dependientes unas de otras y son capaces de explicar la actividad económica que lleva a cabo la sociedad.

### Producción
La producción es todo proceso de transformación dirigido por el hombre, en el cual se busca crear un producto, con ayuda de los factores de producción que son los recursos que se utilizan para crear bienes, los principales factores de producción son: el capital, el trabajo y la tierra. También se le puede llamar producción no solo a la elaboración de un nuevo producto, si no, al evolucionar o modificar uno viejo, es decir el darle un nuevo uso a algún artefacto es parte del producir algún elemento.
Después de lo hablado podemos plantearnos la pregunta "¿cuál es el objetivo de la producción?". Sin lugar a dudas, la respuesta está en la creación de satisfactores para cumplir con nuestras necesidades.

### Distribución
La distribución es la segunda parte de la actividad económica, la cual une la producción con el consumo. La distribución lleva a los consumidores los bienes, los cuales pueden obtener pagando un precio fijado por medio del sistema de precios. La función de la distribución es básicamente el transporte y comercialización, esto se hace por la separación que existe entre el lugar de producción hasta el lugar de consumo, donde se determinará la venta, lo cual es lo más importante de la distribución.

#### Elementos de la distribución
- Los mercados comerciales donde compran los mayoristas.
- Los transportistas en los distintos sistemas de comunicación.
- Los mayoristas que fraccionan sus ventas y aseguran a través del almacenamiento la regularidad del mercado.
- Los minoristas o comercio al por menor que tiende directamente al consumidor.

#### Canal de distribución
Es el circuito en el cual los productores ponen al alcance y disposición de los consumidores los bienes para que éstos puedan obtenerlos.
Existen diferentes tipos de canales de distribución:

##### Venta directa
Es la comercialización que no tiene lugar en un establecimiento comercial de bienes y servicios directamente al consumidor, mediante la demostración por parte de un representante de la empresa proveedora. Esto último, diferencia a la venta directa de las clasificadas ventas en las que no logra existir un contacto personal entre la empresa vendedora y el consumidor.

##### Venta indirecta
Es un canal de distribución también llamado a través de intermediarios porque existen interventores entre el vendedor y el consumidor final. El tamaño de los canales de distribución se determina por el número de interventores que forman el camino que recorre el producto. Dentro de los canales indirectos se puede distinguir el canal corto y el canal largo:

###### Canal corto
Sólo tiene un interventor entre productor y usuario final. Este canal es habitual en la comercialización de automóviles, electrodomésticos, ropa de diseño, etc. Los minoristas o detallistas tienen la venta exclusiva en una zona o se comprometen a un mínimo de compras. Otro ejemplo sería la compra a través de un hipermercado o híper.

###### Canal largo
Intervienen varias personas (mayoristas, distribuidores, almacenistas, revendedores, minoristas y agentes comerciales, etc.). Este canal es el clásico de casi todos los productos de consumo, estos son los de conveniencia, como los supermercados, las tiendas tradicionales, los mercados o galerías de alimentación.

### Consumo
El consumo viene a completar el objetivo fundamental del ciclo de producción: satisfacer las necesidades humanas. Lo podemos definir como el momento en que un bien o un servicio produce al sujeto consumidor una utilidad, no implica la destrucción física del bien consumido lo cual puede ser así en el caso de los alimentos, en cambio el público de un teatro "consume" los servicios de los actores sin destruirlos.
Es la última etapa de la actividad económica el cual consiste en el disfrute de los bienes que se producen.
La unidad de consumo: es el consumidor o consumidores de un bien. Como unidad de consumo se puede tomar al individuo, a la familia, colegios, centros de investigación etc.
Consumo privado: Valor de todas las compras de bienes realizados por las unidades de consumo. En estas se incluyen las remuneraciones en especie y el valor de las viviendas que están ocupadas por sus propietarios. No se incluyen compras de tierra y edificios para viviendas.
Consumo público: Valor de todas las compras y gastos que realizan las administraciones públicas en el desempeño de sus funciones y objetivos.

### Necesidades
Por necesidad entendemos la sensación de carencia de algo, unida al deseo de satisfacerla o bien, es la apetencia que experimenta el hombre, que le provoca un desequilibrio orgánico, que tiende a desaparecer, tan pronto se aplica el satisfactor correspondiente.

## Factores productivos
Los factores productivos o económicos son fundamentales ya que son los elementos necesarios para la producción. Por lo general se reconocen tres factores que son: la tierra, el trabajo y el capital, sin embargo, existe un cuarto factor que es la organización, algunos no lo toman en cuenta ya que lo consideran parte del factor trabajo.

### Tierra
El primer factor es la tierra, es considerado uno de los factores básicos. Este factor puede ser literalmente el espacio geográfico en el cual se pueden realizar algunas actividades productivas como la siembra, la cría de ganado o para construir plantas u oficinas aunque, algunas tierras son mucho más atractivas y funcionales que otras ya que algunas tienen más nutrientes o son más cercanas a zonas céntricas. O también puede hacer referencia a los recursos naturales que podemos encontrar en el suelo o el subsuelo, algunos ejemplos son el agua, la madera, la fauna, minerales, etc.

### Trabajo
El segundo factor es el trabajo o actividad humana que puede ser tanto física como intelectual. Consiste en transformar los elementos obtenidos del factor tierra para crear nuevos productos o brindar servicios. Si bien el trabajo físico y el trabajo intelectual son necesarios, en los últimos años el trabajo intelectual es más valorado debido a su gran complejidad.

### Capital
El siguiente factor es el capital (al que también se le puede llamar inversión), pero no es solamente la inversión monetaria, sino que comprende cualquier elemento que ayude a la productividad del trabajo humano, como las herramientas y la maquinaria.
El capital es un instrumento que ayuda al hombre a aumentar su producción y se refiere a toda materia prima o medios utilizados en el proceso productivo, tales como edificios, fábricas, maquinarias, carreteras, martillos, camiones, etc.

#### Tipos de capital

##### Físico o real

###### Fijo
Consiste en los instrumentos empleados en la producción, así como edificios y maquinaria. Su duración se extiende sobre varios ciclos de la producción.

###### Circulante
Consiste en bienes en procesos de preparación para el consumo, como lo son las materias primas y existencias en almacén.

###### Humano
Educación, formación profesional y la experiencia. En general, todo lo que contribuya a aumentar la capacidad de producción del ser humano.

###### Financiero
Es la compra de capital físico o activos financieros, como bonos o acciones.

###### Organización
Es la capacidad de dirección para asegurar el éxito en la producción. Implica la utilización de una técnica mejor para lograr una mayor eficiencia en la producción o en la prestación de servicios.Dicho factor se encarga de conjuntar o agrupar a los restantes factores productivos para obtener mayor rendimiento en la producción.

## Agentes económicos
Son aquellos que participan en la producción, distribución y consumo de bienes materiales para llevar a cabo la satisfacción de las necesidades.

### Familia
Factor que desempeña un papel importante como consumidor y productor de bienes y servicios, brindan a las empresas los llamados factores productivos, y por otro lado ofrecen sus recursos, fundamentalmente el trabajo y capital a las empresas.

### Empresa
La empresa es el mayor productor de bienes y servicios, adquiere la materia prima y se encarga de transformarla, para posteriormente distribuirla al consumidor.

### Estado
El Estado o sector público se encarga de regular la actividad económica, además de proporcionar factores productivos a las empresas, se encarga de cobrar impuestos a los otros agentes con el fin de brindar nuevos servicios a los demás. La actividad económica del Estado se da a dos niveles:el del gasto y el de los ingresos.

## Sectores económicos
Son la forma en la que se clasifica el lugar de dónde se obtienen los bienes y servicios. Hay tres tipos:

### Sector primario/agropecuario
Se basa en la explotación directa de los recursos naturales, sin hacer alguna transformación. Entre ellos se encuentran la agricultura, la ganadería y la silvicultura, entre otros.

### Sector secundario/industrial
En este sector se transforma la materia prima para crear un nuevo producto. Se divide en:

#### Básico
Realiza una semi-transformación de los productos. (Por ejemplo, la refinería).

#### De bienes intermedios
Recursos intermedios que se utilizan mediante el proceso productivo. (Por ejemplo, partes de coches).

#### De bienes de consumo
Satisfacen directamente las necesidades humanas

#### De bienes de capital
Se transforman bienes que no tienen valor para el consumo, pero sí para bienes finales.

#### Industrial extractivo
Este subsector es el de la extracción minera, extracción de minerales, rocas y petróleo.

#### Industrial de transformación
Este subsector incluye actividades de envasado, embotellado, fabricación de abonos y fertilizantes, vehículos, cementos, aparatos electrodomésticos, etc. A su vez, en este sector podemos distinguir tres grandes ramas: industria, construcción y producción de energía eléctrica.

### Sector terciario/servicios
En este sector encontramos los servicios, los cuales satisfacen las necesidades de las personas. Los servicios tienen varias ramas: la actividad comercial, el turismo, el entretenimiento, la educación, el transporte y las finanzas, entre otros.

#### Servicios de distribución
Ayudan a que los productos que la población consume lleguen a los habitantes. Es el caso del comercio y los transportes.

#### Servicios a empresas y la banca
Nos ayudan en las finanzas; ejemplos: concesión de créditos, asesoramiento jurídico fiscal, mantenimiento informático, contratación de seguros, etc.

#### Administración pública y servicios sociales
Ayudan a regular el funcionamiento de la sociedad y a mejorar la calidad de vida de las personas.

#### Servicios personales
Se destinan a satisfacer necesidades variadas, como la hostelería, el turismo, los espectáculos, las reparaciones de vehículos y el cuidado personal, entre otros.

## Tipos de sistemas económicos
Los sistemas económicos pueden ser divididos por la forma como asignan los recursos (los medios de producción) y por cómo toman decisiones referentes al uso de los recursos. Otra clasificación posible tiene que ver con la economía política, según la cual hay tres grandes modelos: economías liberales o de libre mercado, economías planificadas y economías mixtas. Los dos primeros tipos son en cierto sentido idealizaciones, ya que todos los sistemas económicos cuentan con elementos de mercado y elementos planificados. A continuación se explican un poco más en detalle estos tres tipos de sistemas:
- Economía de mercado libre: depende de la premisa de que las leyes económicas son una ley de la naturaleza, y que, consecuentemente, funcionarán con más eficacia cuanto menos se la perturbe, lo que implica que la intervención del Estado debe ser mínima.
- Economía planificada o centralizada: se basa en que el proceso económico sigue una ley natural de la organización social de los seres humanos, pero concluye que el desarrollo de esas leyes conduce inevitablemente a niveles cada vez más amplios de planificación y control (ver "socialización de los medios de producción"). Lo anterior implica que la propiedad de los factores de producción debe estar en manos de la comunidad, y que, consecuentemente, la cooperación es el elemento central de la eficiencia.
- Economía mixta: es una propuesta intermedia entre la economía de mercado y la economía planificada. Dentro de esta propuesta general, algunos enfatizan el carácter social de los conceptos, procesos y estructuras económicas. El soporte económico teórico más general de esta posición se encuentra en el que establece que la eficiencia económica se encuentra mezclando la provisión tanto privada como pública de los bienes.

Junto a esos tres modelos principales, hay otros que se pueden concebir ya sea como intermedios entre los mencionados o como variantes de la economía mixta. Entre estos se cuentan:
- La economía de mercado, que muchos consideran la variante de la economía mixta más cercana a la economía de mercado libre.
- El modelo general o europeo del Estado del bienestar, que a su vez incluye la economía social de mercado que busca diferenciarse del “capitalismo liberal" y del 'marxismo" principalmente porque parte de la opción de que la economía es una relación humana que tiene como finalidad es desarrollo individual y social y porque introduce como principio económico el concepto de moralidad, ya que al ser una actividad esencialmente humana no puede desprenderse de los principios éticos, morales e inclusive jurídicos del derecho natural. El dirigismo y otras modalidades a nivel de países.
- La economía de planificación indicativa, que puede ser percibida como la versión de la economía mixta más cercana a las economías planificadas. Puede describirse como "la planificación que envuelve al gobierno de un país capitalista estableciendo algunos objetivos amplios a variables económicas básicas (por ejemplo: inversión en industrias estratégicas, desarrollo de infraestructura, exportaciones) y trabajando con, no contra, el sector privado para lograrlas. A diferencia de la planificación central, esos objetivos no son legalmente enforzables, de ahí el adjetivo "indicativo". Sin embargo, los gobiernos harán lo posible para lograrlos, movilizando una variedad de premios (por ejemplo: subsidios, derechos monopólicos) y castigos (por ejemplo: regulaciones, influencia a través de bancos estatales) a su disposición".

Otros sistemas económicos incluyen una sustancial propiedad estatal, privada y cooperativa y operan en economías mixtas, es decir, contienen partes tanto de una economía de mercado (capitalismo) como de una economía planificada (socialismo) y economía de mercado-estatal (fascismo). Un listado no exhaustivo de modelos económicos es el siguiente:
- Georgismo
- Economía mixta
  - Escuela americana
  - Dirigismo
  - Modelo nórdico
  - Sistema japonés
  - Mercantilismo
  - Economía social de mercado
  - Economía de mercado socialista
  - Planificación indicativa
  - Teoría de la utilización progresiva.